# Elaha Soroor
 (octobre 2024).
Elaha Soroor (aussi orthographiée Elaha Sorur) (dari : الهه سرور), née en 1988 est une chanteuse et compositrice Hazara née en Iran dans une famille qui avait fui l'Afghanistan, qui y est retournée un temps avant de fuir le pays où elle était menacée par les talibans. Elaha Sorur vit actuellement au Royaume-Uni.
Elle s'est fait connaître en Iran en participant à l'émission de téléréalité musicale Afghan Star (un programme télévisé similaire à la franchise Idol, alors porté par afghanstar.tv), puis dans le monde en chantant la musique traditionnelle hazara, accompagnée par des instruments traditionnels et des morceaux plus contemporains, alors accompagnés par des instruments électroniques. Son répertoire appartient en grande partie au groupe ethnique Hazara, victime de persécution en Afghanistan. Elle chante avec le groupe Kefaya, basé à Londres.

## Carrière musicale

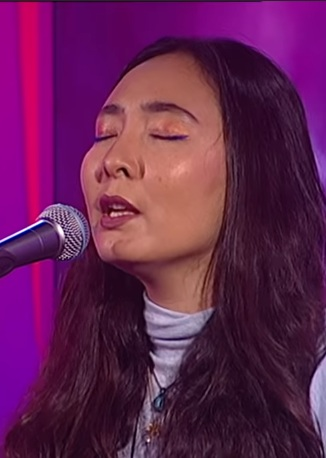
Elaha Soroor, BBC Persian, 7 octobre 2019.

Elle étudie à l'école de musique où elle s'est spécialisée dans les musiques traditionnelles iraniennes et afghanes tout en étudiant l'harmonie occidentale. Elle s'est aussi intéressée aux techniques de chant classique et d'opéra indien (en Iran, en Afghanistan et en Inde).
Elle est l'une des premières chanteuses à se produire publiquement après la première chute des talibans en 2000, et commence à se produire à l'étranger, avec le groupe afghan Aryan.
Le public a découvert la voix de la jeune Soroor, chantant a cappella puis accompagnée (lors de l'émission télévisée Afghan Star en 2009). Elle a ensuite rapidement gagné en popularité, dans le pays, puis dans le monde, notamment dans les communautés afghanes exilées, et en particulier dans la diaspora de la communauté hazara.
Ses deux premières chansons originales, Abi Jan et Be Bahana sont sorties en 2009.

En 2010, elle a enregistré Sangsar, une chanson qui critique ouvertement la « loi de la lapidation » remise au jour par certaines communautés islamistes intégristes.
Sa musique est caractérisée par des rythmes tantôt gais, rapides et entraînants, tantôt plus mélancoliques. Les paroles sont chantées en persan et en hazara. Les instruments traditionnels sont notamment le dhol (tambour), le dombra, le rubab (un luth à long manche) et le sarangi (un instrument à cordes frottées), la flûte, le tabla…
Elle fait partie de l'ensemble Kefaya basé à Londres, et a aussi été compositrice et interprète pour la danse et le cinéma, ainsi que le théâtre (avec la pièce The Boy With Two Hearts (2021) jouée au Wales Millennium Centre, qui évoque la vie d'une famille à la recherche d'un refuge sûr).
En juillet 2022, au Spitalfields Music Festival de Londres, elle a été accompagnée par l'Orchestre philharmonique d'Oxford pour chanter le poème Baran (« Où est la maison de la pluie ») du poète contemporain Afghan Mohammad Sharif Saiidi qui porte la voix de la diaspora, en parlant de la vie d'un immigrant arraché à sa patrie et jeté dans le tourbillon de l’immigration et de la diaspora.
Elaha Soroor continue à lutter contre le patriarcat, le radicalisme et défendre les droits des femmes, par exemple avec son album collaboratif Songs Of Our Mothers, qui rassemble une série de chants traditionnels de femmes afghanes, qui se transmettent de mères en filles.

### Spectacles en direct et concerts
- Concert à Copenhague, Danemark (7 juin 2011)
- Concert aux Pays-Bas (juin 2011) [7]
- Apparition spéciale dans l'émission du Nouvel An de la BBC Persian TV en 2013

### Vidéographie
- Roots Revival, « Daido Hazaragi - Elaha Soroor & Mehdi Aminian », 27 juin 2024 (consulté le 5 octobre 2024).
- Roots Revival, « Roots Revival Series 6 - Hazara Music with Elaha Soroor (Full Concert) », 12 juin 2024 (consulté le 5 octobre 2024).
- Diaspora Arts Connection, « Elaha Soroor - Khina Biyarin (Let Her Sing 2023) », 14 mai 2024 (consulté le 5 octobre 2024).
- Transcordancias & Jugalbandis - World Music Live, « Elaha Soroor & Kefaya - "Gole Sadbarg" Førdefestivalen - Førde Festival 08/07/2022 », 23 octobre 2022 (consulté le 5 octobre 2024).